# KRAZ-ASV Panther
KRAZ-ASV Panther — сімейство українських бронетранспортерів з V-подібним днищем, розроблених компанією АвтоКрАЗ на основі КрАЗ-5233ВЕ і КрАЗ-6322. Машини створені за стандартом MRAP.

## Історія створення та опис
У 2010 році інженери ХК «АвтоКрАЗ» спільно з індійською компанією Shri Laksmi Defence Solutions Ltd. (SLDSL) створили та виготовили MRAP KrAZ MPV, або КрАЗ-01-1-11/ SLDSL. Як база використаний двовісний автомобіль КрАЗ-5233 ( 4 х 4 ) з правостороннім кермуванням. Десант (12 солдатів) міг би вести вогонь крізь амбарзури. А на криші пропонувалося встановити вежу, що обертається на 360 градусів; під кулемет. Експериментальний MRAP був оснащений засобами спостереження, зв'язку та радіоелектронної боротьби. Під час проєктування було ретельно вивчено реальний бойовий досвід експлуатації кращих світових зразків подібної техніки. Броньована капсула виготовлена в ОАЕ, містить 8–14 солдатів.
Перший пробний крок на терені виробництва бронетехніки КрАЗ зробив у середині 2000-х, створивши з канадсько-еміратською фірмою Streit Group вантажівку з елементами бронезахисту КрАЗ Raptor. Після тривалої перерви у виробництві бронетехніки завод всеж таки повернувся у її виробництві в 2013, розробивши з фірмою з Об'єднаних Арабських Еміратів Ares Security Vehilcles бронетранспортер ASV Panther. Машину робили на базі тривісної вантажівки КрАЗ-6322 з колісною формулою 6 х 6 або на основі двовісного повнопривідного КрАЗ-5233. MRAP продемонстрували на міжнародній військовій виставці IDEX у лютому 2013 року. З фірмою з ОАЕ справи не пішли далеко, і КрАЗ змінив партнера на старого знайомого — Streit Group. Партнери розробили нову версію Panther - бронемашину високої прохідності для роботи на вибухонебезпечних ділянках. Так з'явився -  КрАЗ Shrek One по суті з напрацювань від "Panther". На 2014 рік MRAP "Shrek One" була топова модель у лінійці КрАЗівської бронетехніки.
Абревіатура КрАЗ-ASV несе імена компаній-партнерів, а саме: «Кременчуцький автомобільний завод» та «Ares Security Vehicles LLC» (Об'єднані Арабські Емірати, м. Дубай). Маркування APC (БТР) — визначає сімейство і призначення броньовика. 
Бронетранспортер має повний привід, він екіпірований потужним дизельним мотором. 
Практично всі агрегати та вузли виробництва української компанії. На виставці машина була пофарбована в білий колір, що показує її націленість на застосування у миротворчих місіях ООН. Заявлено, що цей MRAP можна виконати в таких діапазонах захисту як - STANAG 4569 Level 1 до STANAG 4569 Level 3 балістичний захист + STANAG 4569 Level 4 бронебійний захист за стандартами НАТО. Таким чином, передбачається, що КрАЗ-ASV Panther повинен забезпечувати захист від 155-міліметрового уламково-фугасного заряду, який спрацював би на відстані близько 30 метрів від бронеавтомобіля, а також від кулі Б-32 (патрон 14,5 х114 міліметрів), яка випущена на відстань до 200 метрів. Крім того, машина забезпечує захист від підриву протитанкової міни, вага якої становить 10 кілограмів, у разі її підриву під дном або колесом. Цей броньований автомобіль створено на базі машин КрАЗ-6322 та КрАЗ-5233ВЕ з колісною формулою 4х4 та 6х6. KRAZ-ASV "Panther" оснащений сучасним озброєнням, засобами пасивного та активного захисту, а в самому салоні встановлено сучасну велику світлодіодну панель Direct LED, завдяки якій можна вести спостереження за тим, що відбувається ззовні. Підвищення рівня протимінного захисту можливе завдяки зниженню вантажопідйомності автомобіля. Крім звичайних бійниць та люків на даху, споживачеві будуть запропоновані турелі, захищені пульти управління вогнем, а також гарматні системи з дистанційним керуванням.
Компанія Ares Security Vehicles LLC спільно з «АвтоКрАЗ» просували ACV "Panter" країнам Близького Сходу як легкий багатоцільовий бронеавтомобіль підвищеної місткості.
Серед переваг відзначена можливість комплектації KRAZ-ASV Panthera бойовим модулем з дистанційним управлінням, повним набором комунікаційного устаткування, різними системами спостереження. Також можливе варіювання місткості від схем: 2+1+10 (водій/штурман-оператор-10 членів екіпажу; або в тому ж виконанні, але з кулеметною туреллю або бойовим модулем), до 2+14 (водій штурман+14 осіб екіпажу).
Ще до експонування KRAZ-ASV на виставці отримані перші попередні замовлення на цей автомобіль. Бронетранспортер КрАЗ вперше можна було побачити 17-23 лютого 2013 року на експозиції, розташованій на стенді СР-212 Національного виставкового центру Абу-Дабі.

## Модифікації
- KRAZ-ASV Panther 4х4 (ASV Panthera K-10) — бронетранспортер (APC - Armoured Personal Carrier) з колісною формулою 4х4 розроблений на основі КрАЗ-5233ВЕ
- KRAZ-ASV Panther 6х6 (ASV Panthera K-10CMD) — бронетранспортер з колісною формулою 6х6 розроблений на основі КрАЗ-6322[7]
- машина бойової підтримки (IFV - Infantry Fighting Vehicle)
- бойова розвідувальна машина (Combat Vehicle Reconnaissance)
- логістичний бронеавтомобіль
- командно-штабний автомобіль
- бронеавтомобіль медичної допомоги[8]

Демілітаризована версія APC буде перевозити співробітників миротворчих місій та інший персонал в гарячих точках.

## Двигун
KRAZ-ASV "Panthera" обладнаний 8-циліндровим дизельним двигуном ЯМЗ-238ДЕ2 потужністю 330 кінських сил, коробкою передач 9JS150TA-B та має однодискове зчеплення. Двигун повнопривідний.

## Оцінка
MRAP KRAZ-ASV Panther отримав високу оцінку знавців озброєнь із різних країн світу. Основна аудиторія відвідувачів виставки IDEX-2013 де він був представлений єдина в думці, що бронемашина в першу чергу приваблива тим, що може бути виконана в декількох різних варіантах: її можна використовувати як бронетранспортер, бойову розвідувальну машину, машину бойової підтримки, а також командно-штабний автомобіль, логістичну бронемашину, бронеавтомобіль медичної допомоги. MRAP було позитивно сприйнято високопоставленими керівниками не лише українських представників, які входили до складу делегації з України, а й закордонними фахівцями. Було, зокрема, відзначено роботу «АвтоКрАЗу» з розширення модельного ряду машин спеціального призначення. Крім того, не залишилися поза увагою високі ТТХ KRAZ-ASV "Panther". В результаті українська делегація провела велику кількість успішних переговорів із делегаціями багатьох країн Європи, Африки, Південно-Східної Азії та Близького Сходу. Адже, виходячи з інформації прес-центру на той час,«АвтоКрАЗ» мав низку замовлень на цю розробку, але не з України. Замовлень з України не надходило.

## Користувачі
ООН та закупили пробну партію. Також Єгипет закупив партію бронеавтомобілів Panthera K-10 на шасі КрАЗ у компанії Ares Security Vehicles. Так під час військового параду було продемонстровано бронеавтомобілі Panthera T6 та власне Panthera K-10 на тривісному українському шасі автомобіля КрАЗ. Точна кількість придбаної техніки не називається.
- ООН — 10 одиниць.
- Україна — невідома кількість.
- Єгипет — невідома кіькість.